# طرب عبد الهادي
طَرب سَليم عبد الهادي (1910 جنين - 1976 القاهرة) هي ناشِطة نسوية وَمُناضلة فِلسطينية مُسلمة، تَعتبر رائِدة من رائدات الحركة النسوية في فلسطين في العهد الحديث، وَقد كانتَ عضو فَعال في رابطة المرأة العربية (بالإنجليزية: Arab Women's Association)‏، وشارَكت في تأسيس الاتحاد النسائي العربي الفلسطيني (بالإنجليزية: Palestine Arab Women's Congress)‏، الذي يُعتبر أول منظمة نسائية في فلسطين في عهد الانتداب البريطاني.

## نشأتها
وُلدت طَرب في مدينة جِنين عام 1910، وَوالدها هوَ سليم الأحمد عبد الهادي أحد أقطاب حزب اللامركزية الإدارية في فلسطين، ومن الذين أَمَرَ جمال باشا بإعدامهم شَنقاً عام 1915.
تَلقت طَرب تعليمها في نابلس، وَقبل حصولها على شَهادة الثانوية تزوجت من ابن عمها السياسي عوني عبد الهادي، مما كانَ لهُ الأثر فيها للتوجه نحو العَمل الوطني السياسي في فترة صَعُبَ على النساء فيها ذلك.

## النَشاط السياسي
كَانت طَرب زَوجة الناشِط السياسي ورئيس حزب الاستقلال الفلسطيني عوني عبد الهادي، شاركت مع مَجموعة من نَساء مدينة القُدس بتأسيس جمعية السيدات العربيات في فلسطين بِهدف مُعارضة التَواجد الإسرائيلي في فلسطين وَدعم الكِفاح الفِلسطيني من أجل الاستقلال.
عُقد الاجتماع الأول للاتحاد النسائي العربي الفلسطيني في 26 أكتوبر 1929 في منزل طرب الكائِن في مدينة القُدس، وَنتجَ عن هذا الاجتماع دخول المرأة الفلسطينية الساحة السياسية للمرة الأولى، وبعدَ هذا الاجتماع أصبحت طرب أحد أعضاء اللجنة التنفيذية للاتحاد (وقد كانَ عدد أعضاء اللجنة 14 امرأة من عائلات القُدس البارزة، كعائلة الحسيني والنشاشيبي وَغيرها)، وقد كانت طرب أحد الأعضاء الفعالين في الاتحاد، فساهمت في كتابة الرسائل والبَرقيات بهدف زيادة الوَعي بالمِحنة القائِمة في فلسطين، بالإضافة إلى دَعم عائلات السُجناء الفِلسطينيين، وَدعم السُجناء نَفسهم من خِلال مُحاولة تقليل العُقوبات القاسية المَفروضة عليهم حيثُ وجهت أكثر من نِداء ومُناشدة إلى السُلطات البريطانية بِهدف التخفيف عنهم.
قادت طَرب أول مُظاهرة نسائية تَحتج على ما يدور في البلاد العربية آنذاك من أعمال التَعسف وَمُساندة الهجرة اليهودية، وتكررت قيادة طَرب للمظاهرات الوطنية سنة 1933م وَسنة 1936م. حازت طرب على مركز القيادة في العديد من المؤسسات النسوية، فكانت الداعية في المؤتمر النسائي العربي، وكانت حَلقة الاتصال بين سيدات مصر والسَيدات في الأقطار العربية الأخرى.

وأيضاً كانتَ طَرب عبد الهادي ناشطة وَعضو فَعال في رابطة المرأة العربية، التي تَأسست في عام 1929 وأصبحت من المُنظمات النسوية البارزة في فلسطين، وفي أبريل عام 1933 أَلقت طرب عبد الهادي خِطاباً في كنيسة القيامة أثناء زيارة قامَ بها الضابط إدموند ألنبي، حيثُ قالت:
وقد كانت طَرب عبد الهادي ناشطة في حَملة لتشجيع النساء الفلسطينيات على نَزع الحِجاب (وهيَ مُبادرة أطلقتها النساء المَحليات في فلسطين لإزالة حجابِهن).

### وفاتها
في عام 1948 أيَّ أثناء الحَرب العربية الإسرائيلية انتقلت طرب عبد الهادي إلى مدينة القاهِرة في جمهورية مصر العَربية مع زوجها الذي توفيَ هُناك في عام 1970، كَما توفيت هيَ هُناك في عام 1976.

## المَراجع

### باللغة الإنجليزية
1. ↑  مؤسسة القدس للثقافة والتراث نسخة محفوظة 03 فبراير 2018 على موقع واي باك مشين.
2. 1 2  "Tarab Abdul Hadi". Palestine: Information with Provenance. مؤرشف من الأصل في 2016-10-05. اطلع عليه بتاريخ 2008-11-09.
3. ↑  Penny Johnson (أغسطس 2004). "Women of "Good Family"". Jerusalem Quarterly. Issue. Institute of Jerusalem Studies. ج. 21. مؤرشف من الأصل في 2007-08-24. اطلع عليه بتاريخ 2008-11-09.
4. 1 2 3  Ellen Fleischmann (مارس 1995). "Jerusalem Women's Organizations During the British Mandate, 1920s-1930s". PASSIA. مؤرشف من الأصل في 2017-02-06.
5. 1 2 3  Karmi, 2002, pp. 31-33.
6. 1 2  Susan Muaddi Darraj (مايو 2004). "Palestinian women: fighting two battles". Monthly Review. مؤرشف من الأصل في 2019-12-10. {{استشهاد بدورية محكمة}}: الاستشهاد بدورية محكمة يطلب |دورية محكمة= (مساعدة) و|archive-date= / |archive-url= timestamp mismatch (مساعدة)
7. ↑  "Palestine Facts - Personalities: Chronological listing". Palestinian Academic Society for the Study of International Affairs (PASSIA). مؤرشف من الأصل في 2019-04-19. اطلع عليه بتاريخ 2008-09-11.

### باللُغة العَربية
- سمارة، عبد الحكيم (13 نوفمبر 2013). "رجال ونساء من فلسطين: المناضلة طرب عبد الهادي". الجبهة الدمقراطية للسلام والمساواة. مؤرشف من الأصل في 12 أكتوبر 2023. اطلع عليه بتاريخ 27 فبراير 2016. {{استشهاد ويب}}: تحقق من التاريخ في: |تاريخ الوصول= و|تاريخ= (مساعدة)[وصلة مكسورة]
- زعيتر، أكرم زعيتر (1980). طرب عبد الهادي. عمان: جريدة الدستور. {{استشهاد بكتاب}}: تحقق من التاريخ في: |تاريخ الوصول= (مساعدة)، الوسيط |تاريخ الوصول بحاجة لـ |مسار= (مساعدة)، تأكد من صحة قيمة |مؤلف1-وصلة= (مساعدة)، وروابط خارجية في |مؤلف1-وصلة= (مساعدة)
- "طرب سليم عبد الهادي". http://www.palestinapedia.net/. الموسوعة الفلسطينية. مؤرشف من الأصل في 2017-10-20. اطلع عليه بتاريخ 27 فبراير 2016. {{استشهاد ويب}}: تحقق من التاريخ في: |تاريخ الوصول= (مساعدة) وروابط خارجية في |موقع= (مساعدة)
- خيرية قاسمية (إعداد) عوني عبد الهادي، أوراق خاصة، بيروت 1975.
- حمادة، محمد عمر (2000). طرب عبد الهادي. سوريا: موسوعة أعلام فلسطين في القرن العشرين. {{استشهاد بكتاب}}: تحقق من التاريخ في: |تاريخ الوصول= (مساعدة) والوسيط |تاريخ الوصول بحاجة لـ |مسار= (مساعدة)
- "طرب سليم عبد الهادي". http://alqudslana.com/. مؤسسة القدس للثقافة والتراث. مؤرشف من الأصل في 2019-12-10. اطلع عليه بتاريخ 27 فبراير 2016. {{استشهاد ويب}}: تحقق من التاريخ في: |تاريخ الوصول= (مساعدة) وروابط خارجية في |موقع= (مساعدة)
- زعرب، امتياز النحال زعرب (2013). فلسطينيات. فلسطين: دار المقداد للطباعة. مؤرشف من الأصل في 2019-06-07. اطلع عليه بتاريخ 27 شباط 2016. {{استشهاد بكتاب}}: تحقق من التاريخ في: |تاريخ الوصول= (مساعدة)، تأكد من صحة قيمة |مؤلف1-وصلة= (مساعدة)، وروابط خارجية في |مؤلف1-وصلة= (مساعدة)

## روابط خارجية
- Karmi، Ghada (2002). In Search of Fatima: A Palestinian Story. Verso. ISBN:978-1-85984-694-0.
- مُنظمة المرأة العربية.